# Зографски мост
Зографският мост (на гръцки: Γεφύρι Ζωγράφου) е каменен мост в Егейска Македония, Гърция.

## Описание
Мостът е разположен на 750 m западно от халкидическото село Зографу и е част от бившия метох на Зографския манастир, от който са запазени и Зографската кула и Зографската чешма. Мостът е на пътя, свързващ Неа Триглия с Неа Мудания. Дълъг е 17 m, висок около 3 m и отворът му е 4 m. Парапетът му е запазен.